# Ossolineum
Ossolineum este un institut științific și cultural polonez din Wrocław. Este unul dintre cele mai importante și mai vechi centre ale culturii poloneze.